# GameAbove Sports Bowl
Le GameAbove Sports Bowl est un match de football américain d'après-saison régulière de niveau universitaire certifié par la NCAA et dont la première édition a lieu en 2014.
Soutenu par les Detroit Lions (équipe de football professionnel en NFL), le match mettra en présence des équipes issues de la Big 10 et de l'ACC.
C'est le Ford Field de Détroit dans le Michigan qui accueillera l'évènement lequel se déroulera le 26 décembre, remplaçant de facto le Little Caesars Pizza Bowl dans le calendrier. Contrairement à son prédécesseur qui invitait la 8e équipe de la Big 10 et le champion de la MAC, les équipes qui s'y affronteront seront désignées par les représentants des deux conférences, le ranking n'entrant plus en ligne de compte
La Ford Motor Company  a assuré le sponsoring du nom du bowl au travers de sa marque de magasins d'accessoires automobile, Quick Lane jusqu'en juin 2024. En octobre 2024, la société d'investissement stratégique GameAbove, à travers sa filiale GameAbove Sports, reprend le sponsoring de l'évènement.

## Histoire
Depuis 2002, le Ford Field de Détroit était l'hôte du Motor City Bowl renommé plus tard Little Caesars Pizza Bowl à la suite des contraintes de sponsoring. Ce bowl opposait traditionnellement la 8e équipe de la Big 10 et le champion de la MAC, sa première édition ayant eu lieu au Pontiac Silverdome en 1997.
En mai 2013, ESPN déclara que les Lions de Détroit désiraient organiser au Ford Field un nouveau bowl opposant la Big 10 à l'ACC. Jim Delany, commissionaire de la Big 10, avait exprimé son souhait de réorganiser la game de bowls de sa conférence pour la saison 2014 afin de lui redonner plus de fraicheur.
En août 2013, les Lions confirment la création du nouveau bowl (sans qu'un nom précis lui soit donné) désirant le faire se jouer le 30 décembre 2014. Les organisateurs ont conclu un accord de participation pour les six années à venir avec les conférences Big 10 et ACC. Les équipes seront désignées par les représentants de ces conférences.

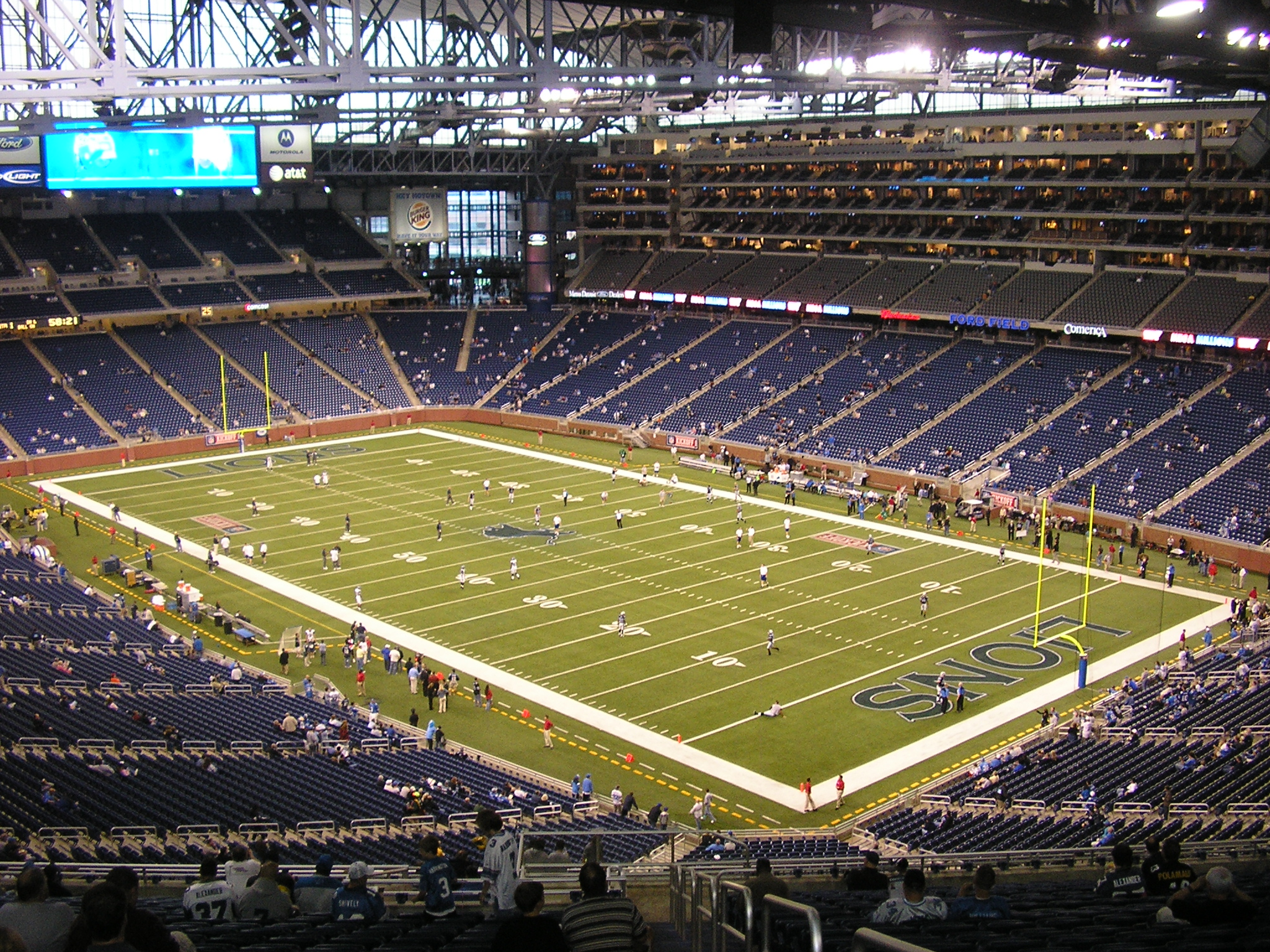
Le stade Ford Field le 10 septembre 2006

L'annonce de la création de ce nouveau bowl et le fait que le Ford Field ne pourrait plus héberger le Little Caesars Pizza Bowl qui de plus ne présentait pas un grand intérêt, mettait gravement en danger l'existence de ce dernier. Le président des Lions, Tom Lewand, fit remarquer que très peu de marché (site) pouvait supporter adéquatement l'organisation de deux bowls majeurs,. Les organisateurs avaient envisagé, pour 2014, de déplacer ce bowl vers le centre ville de Detroit au Comerica Park, stade de plein air où jouait l'équipe de baseball des Detroit Tigers. Coïncidences, le Comerica Park et l'équipe des Tigers étaient propriété de la compagnie Ilitch Holdings, société mère du sponsor principal du Little Caesars. Cependant, ces plans ne se sont jamais concrétisés,.
En aout 2014, les Lions annoncent que la Ford Motor Company a acquis les droits de sponsoring du nom du nouveau bowl, lequel sera de ce fait dénommé le Quick Lane Bowl, en référence à ses magasins de vente de pièces automobiles Quick Lane. De plus le match, retransmis par ESPN, se jouerait le 26 décembre, date traditionnellement dévolue au Little Caesars Pizza Bowl. Dans une déclaration faite au Crain's Detroit Business (périodique), Le cofondateur du Motor City Bowl confirme qu'il n'y aurait pas de Pizza Bowl en 2014 et qu'il ne se prononcerait pas quant à son avenir, induisant de ce fait que le Little Caesars Pizza Bowl serait annulé pour une durée indéterminée,.

## Historique du logo

Quick Lane 2014-2023

## Palmarès
M.à.j. le 28 décembre 2024
| Dates            | Vainqueurs                                                  | Scores                                                      | Finalistes                                                  | Assistances                                                 | Conférences                                                 | Notes                                                       |
| ---------------- | ----------------------------------------------------------- | ----------------------------------------------------------- | ----------------------------------------------------------- | ----------------------------------------------------------- | ----------------------------------------------------------- | ----------------------------------------------------------- |
| 26 décembre 2014 | Scarlet Knights de Rutgers (7-5)                            | 40 - 21                                                     | Tar Heels de la Caroline du Nord (6-6)                      | 23 876                                                      | Big 10 - ACC                                                | Note                                                        |
| 28 décembre 2015 | Golden Gophers du Minnesota (5-7)                           | 21 - 14                                                     | Chippewas de Central Michigan (7-5)                         | 34 217                                                      | Big 10 - MAC                                                | Note                                                        |
| 26 décembre 2016 | Eagles de Boston College (6–6)                              | 36 - 30                                                     | Terrapins du Maryland (6–6)                                 | 19 117                                                      | ACC - Big 10                                                | Note                                                        |
| 26 décembre 2017 | Blue Devils de Duke (6–6)                                   | 36 - 14                                                     | Huskies de Northern Illinois (8-4)                          | 20 211                                                      | ACC - MAC                                                   | Note                                                        |
| 26 décembre 2018 | Golden Gophers du Minnesota (6-6)                           | 34 - 10                                                     | Yellow Jackets de Georgia Tech (7-5)                        | 27 228                                                      | Big 10 - ACC                                                | Note                                                        |
| 26 décembre 2019 | Panthers de Pittsburgh (7-5)                                | 34 - 30                                                     | Eagles d'Eastern Michigan (6-6)                             | 34 765                                                      | ACC - MAC                                                   | Note                                                        |
| 26 décembre 2020 | Annulé à la suite de la pandémie de Covid-19 aux États-Unis | Annulé à la suite de la pandémie de Covid-19 aux États-Unis | Annulé à la suite de la pandémie de Covid-19 aux États-Unis | Annulé à la suite de la pandémie de Covid-19 aux États-Unis | Annulé à la suite de la pandémie de Covid-19 aux États-Unis | Annulé à la suite de la pandémie de Covid-19 aux États-Unis |
| 26 décembre 2021 | Broncos de Western Michigan (7-5)                           | 52 - 24                                                     | Wolf Pack du Nevada (8-4)                                   | 22 321                                                      | MAC - MWC                                                   | Note                                                        |
| 26 décembre 2022 | Aggies de New Mexico State (6-6)                            | 24 - 19                                                     | Falcons de Bowling Green (6-6)                              | 22 987                                                      | Ind. - MAC                                                  | Note                                                        |
| 26 décembre 2023 | Golden Gophers du Minnesota (5-7)                           | 30 - 24                                                     | Falcons de Bowling Green (7-5)                              | 28 521                                                      | Big 10 - MAC                                                | Note                                                        |
| 26 décembre 2024 | Rockets de Toledo (7-5)                                     | 486ET46                                                     | Panthers de Pittsburgh (7-5)                                | 26 219                                                      | MAC - ACC                                                   | Note                                                        |

(nombre de victoires-nombre de défaites) = statistiques de l'équipe au terme de la saison régulière sans tenir compte du résultat du bowl.

## Meilleurs joueurs du Bowl
M.à.j. le 28 décembre 2024
| Saisons | Joueurs              | Équipes                     | Postes |
| ------- | -------------------- | --------------------------- | ------ |
| 2014    | Josh Hicks           | Scarlet Knights de Rutgers  | RB     |
| 2015    | Mitch Leidner        | Golden Gophers du Minnesota | QB     |
| 2016    | Ligne défensive      | Eagles de Boston College    | DL     |
| 2017    | Daniel Jones         | Blue Devils de Duke         | QB     |
| 2018    | Mohamed Ibrahim      | Golden Gophers du Minnesota | RB     |
| 2019    | Kenny Pickett        | Panthers de Pittsburgh      | QB     |
| 2021    | Sean Tyler           | Broncos de Western Michigan | RB     |
| 2022    | Diego Pavia          | Aggies de New Mexico State  | QB     |
| 2023    | Darius Taylor        | Golden Gophers du Minnesota | RB     |
| 2024    | Junior Vandeross III | Rockets de Toledo           | WR     |

## Statistiques par Conférences
M.à.j. le 28 décembre 2024
| Conférences               | Gagnés | Perdus | %    |
| ------------------------- | ------ | ------ | ---- |
| Mountain West Conference  | 1      | 1      | 50,0 |
| Atlantic Coast Conference | 3      | 2      | 60,0 |
| Big Ten Conference        | 3      | 2      | 60,0 |
| Mid-American Conference   | 2      | 5      | 28,6 |
| Indépendants              | 1      | 0      | 100  |

## Statistiques par Équipes
M.à.j. le 28 décembre 2024
| Rang | Équipes                          | Apparitions | G–(N)–P |
| ---- | -------------------------------- | ----------- | ------- |
| 1    | Golden Gophers du Minnesota      | 3           | 3–0     |
| 2    | Eagles de Boston College         | 2           | 1–1     |
| 2    | Blue Devils de Duke              | 1           | 1–0     |
| 2    | Aggies de New Mexico State       | 1           | 1–0     |
| 2    | Panthers de Pittsburgh           | 1           | 1–0     |
| 2    | Scarlet Knights de Rutgers       | 1           | 1–0     |
| 2    | Rockets de Toledo                | 1           | 1–0     |
| 2    | Broncos de Western Michigan      | 1           | 1–0     |
| 9    | Falcons de Bowling Green         | 1           | 0–1     |
| 9    | Tar Heels de la Caroline du Nord | 1           | 0–1     |
| 9    | Chippewas de Central Michigan    | 1           | 0–1     |
| 9    | Yellow Jackets de Georgia Tech   | 1           | 0–1     |
| 9    | Terrapins du Maryland            | 1           | 0–1     |
| 9    | Huskies de Northern Illinois     | 1           | 0–1     |
| 9    | Panthers de Pittsburgh           | 1           | 0–1     |
| 14   | Wolf Pack du Nevada              | 2           | 0–2     |